# 帕特·霍金斯
帕特·霍金斯（英語：Pat Hawkins，1951年或1952年—），美国前女子田径运动员，主攻短跑、跨栏。她曾代表美国参加1971年泛美运动会田径比赛，获得女子4×100米接力金牌。